# Neoautoritarismo (China)
Neoautoritarismo (em chinês: 新权威主义; pinyin: xīn quánwēi zhǔyì), também conhecido como neoconservadorismo chinês ou novo conservadorismo (em chinês: 新保守主义; pinyin: xīn bǎoshǒu zhǔyì) desde a década de 1990, é uma corrente de pensamento político presente na República Popular da China e, até certo ponto, no Partido Comunista Chinês, que defende um Estado poderoso que facilite reformas de mercado. Pode ser descrito como classicamente conservador embora seus defensores o descrevam como "teorização marxista".
Apesar de inicialmente ter ganho muitos apoiadores no mundo intelectual da China, o fracasso em desenvolver a democracia levou a um intenso debate entre os defensores da democracia e os defensores do neoautoritarismo no final dos anos 1980, antes dos protestos da Praça da Paz Celestial em 1989. O neoautoritarismo permanece relevante para a política chinesa contemporânea e é discutido tanto por intelectuais exilados quanto por estudantes como uma alternativa à implementação imediata da democracia liberal.
Com base na reformulação de suas ideias, Samuel P. Huntington aconselhou a elite pós-comunista do Leste Europeu a adotar uma abordagem gradualista da economia de mercado e da reforma multipartidária, daí o "novo autoritarismo". Uma rejeição das predominantes teorias de modernização mais otimistas, mas que oferece uma reforma mais rápida do que a economia de mercado socialista e que influenciou os formuladores de políticas próximos ao ex-primeiro-ministro Zhao Ziyang. A doutrina pode ser tipificada como estando perto dele ideologicamente, ou mesmo organizacionalmente. No início de março de 1989, Zhao apresentou a ideia do estudioso e escritor chinês Wu Jiaxiang de neoautoritarismo como uma ideia estrangeira no desenvolvimento de um país atrasado para Deng Xiaoping, que a comparou com sua própria ideologia.

## Antecedentes
A República Popular da China pós-Mao enfatizou uma "abordagem pragmática para reconstruir a economia do país", empregando "várias estratégias de crescimento econômico" após o Terceiro Plenário de 1978 que fez de Deng Xiaoping o principal líder da República Popular da China, iniciando a reforma econômica chinesa. Em 1982, o sucesso dos experimentos de mercado da China tornou-se aparente, fazendo com que estratégias mais radicais parecessem possíveis, se não desejáveis. Isso levou à suspensão do controle de preços e da coletivização agrícola, sinalizando o abandono da Nova Política Econômica, ou leninismo econômico, em favor de uma economia de mercado.
Junto do desenvolvimento econômico, foram também feitas mudanças políticas, partindo do totalitarismo para o que o cientista político estadunidense Harry Harding caracteriza como um "regime autoritário consultivo". Um dos desejos da reforma política era "restaurar a normalidade e a unidade na política de elite para acabar com a instabilidade crônica do final do período maoista e criar um processo mais ordenado de sucessão de liderança". Com a reforma de quadros, líderes individuais na República Popular da China, recrutados por seu desempenho e educação, tornaram-se mais liberais, com menos lealdade ideológica.

## História

### Emergência
Tendo começado na era da Revolução Cultural de Mao Zedong, a descentralização acelerou sob Deng Xiaoping. Em 1994, em uma veia aparentemente neoautoritária/neoconservadora, o cientista político chinês Zheng Yongnian considerou a época em que "a reforma inicial de Deng descentralizou o poder para o nível do governo local (com o objetivo) de descentralizar o poder para empresas individuais... Mas essa tentativa... entrou em conflito com o crescente poder do governo local, que não queria que empresas individuais retivessem lucros (e) começou a negociar com o governo central a retenção de lucros, (tomando) poder de decisão nas empresas. Esta intervenção inibiu os mais eficientes comportamento que as reformas buscaram extrair da indústria; descentralização... progresso limitado".
Embora o governo tenha assumido uma posição clara contra a liberalização em dezembro de 1986, as discussões políticas centradas em Pequim ainda assim emergiriam nos círculos acadêmicos em 1988 na forma de democracia e neoautoritarismo. O neoautoritarismo chamou a atenção do Partido Comunista Chinês no início de 1988, quando Wu Jiaxiang escreveu um artigo no qual concluía que a monarquia britânica iniciou a modernização "derrubando 100 castelos da noite para o dia", ligando assim a autocracia e a liberdade como precedente da democracia e liberdade.

### Persistência como neoconservadorismo
O neoautoritarismo perdeu popularidade após os protestos da Praça da Paz Celestial em 1989. Henry He considera que, embora o 4 de junho tenha parado o movimento pela democracia, porque o neoautoritarismo evita a questão do envolvimento popular, seria, portanto, uma ruína para ele e também para Zhao Ziyang. Ele considera que se transformou em uma espécie de "neoconservadorismo" depois disso. O novo conservadorismo ou neoconservadorismo defendia a centralização política e econômica e o estabelecimento de valores morais compartilhados. O movimento foi descrito no Ocidente pelo cientista político Joseph Fewsmith. Os neoconservadores se opõem a projetos radicais de reforma e argumentam que uma abordagem autoritária e gradualista é necessária para estabilizar o processo de modernização.
Com o fracasso da democracia na Rússia e o desempenho de Singapura como um dos tigres asiáticos, o neoconservadorismo parece continuar a se infiltrar nos escalões superiores do Partido Comunista Chinês. Mais associado aos intelectuais de Xangai, Wang Huning, um importante defensor na década de 1980, se tornou um conselheiro próximo do secretário-geral do Partido Comunista Chinês, Jiang Zemin, na década de 1990. Os neoconservadores desfrutaram do patronato de Jiang.
Joseph Fewsmith escreveu que, deixando de lado a repressão de 1989, o governo carecia de recursos para abordar fundamentalmente os problemas do setor agrícola em deterioração, mudando a dinâmica de reforma conservadora do passado para orientar a mercantilização e administrar as consequências da reforma. Escrevendo em 1994, Zheng Yongnian considerou o capitalismo como um freio ao poder do Estado, dividindo as esferas pública e privada, e que o "neoconservadorismo" estava se tornando popular naquela época, em contraste com os intelectuais liberais que defendiam o colapso do Estado centralizado como necessário para o crescimento econômico. Ele escreveu que "A fim de introduzir uma verdadeira economia de mercado, Pequim tem que liberar as empresas individuais da intromissão administrativa local e recuperar o controle sobre os fundos para investimentos centrais na infraestrutura. O Estado deve primeiro recentralizar para aprofundar a descentralização, como muitos autores sugerem".
Ainda considerando a democracia um objetivo de longo prazo, os eventos de 4 de junho pareciam confirmar a crença dos "neoconservadores" em um Estado forte, considerando o modelo autocrático da República Popular da China realmente fraco e ineficaz. Eles também consideram um Estado forte importante para o crescimento econômico ao longo das linhas das economias dos tigres asiáticos e continuaram a extrair ideias de Samuel P. Huntington, particularmente seu livro Political Order in Changing Societies. Seja qual for o seu uso como um estrangeiro que defendia a limitação do escopo da democracia, suas ideias pareciam ter mérito próprio.
O crítico social Liu Xiaobo acreditava que o Partido Comunista Chinês se tornou conservador em resposta a 1989, sem novas ideias, e além do "neoconservadorismo", o próprio conservadorismo se tornou popular nos círculos intelectuais junto com o renascimento da velha esquerda maoista.
Um importante documento neoconservador foi o editorial do Diário da Juventude da China de 1992, chamado "Respostas realistas e opções estratégicas para a China após a revolta soviética", que respondeu à dissolução da União Soviética.  O editorial descreveu o fim da União Soviética estado como resultado do "utopismo capitalista", e argumentou que o Partido Comunista Chinês deveria se transformar de um "partido revolucionário" em um "partido governante". Os autores acreditavam que o partido deveria se afastar do legado da Revolução Bolchevique e reformular o socialismo de acordo com as condições nacionais particulares da China.
Os neoconservadores contaram com o patronato de Jiang Zemin durante seu mandato como líder supremo da China e secretário-geral do Partido Comunista Chinês (1989–2002), e a Teoria das Três Representações de Jiang foi descrita como uma "forma execrada de neoconservadorismo".  Teóricos neoconservadores proeminentes incluem Xiao Gongqin, inicialmente um líder neoautoritário que promoveu "reforma gradual sob forte governo" depois de 1989,  e Wang Huning,  que se tornou membro do Comitê Permanente do Politburo, o mais alto órgão executivo do Partido Comunista Chinês, liderado pelo secretário-geral do Partido Comunista Chinês, Xi Jinping, em 2017.

## Teoria
Uma figura central, se não o principal proponente do neoautoritarismo, Wu Jiaxiang foi conselheiro do primeiro-ministro Zhao Ziyang, sendo este último um dos principais arquitetos das reformas de Deng Xiaoping. Essencialmente, Wu reafirmou algumas ideias apresentadas pelo estudioso marxista Rong Jian e, por meio dele, Samuel P. Huntington.
Em seu livro de 1968, Political Order in Changing Societies, Samuel P. Huntington rejeitou o desenvolvimento econômico ou a modernização como transferíveis para a esfera política como uma mera variável do primeiro. Ele pré-condicionou a democracia à institucionalização e à estabilidade, com a democracia e a mudança econômica pressionando a estabilidade política em circunstâncias ruins. Ele considerava que a medida de um sistema político era sua capacidade de manter a ordem. Escrevendo na década de 1960, ele elogiou igualmente os EUA e a URSS, afirmando que o que faltava à URSS em justiça social era compensado por fortes controles.
No final dos anos 1980, muitos elementos do maoísmo haviam sido abandonados na República Popular da China e uma transição completa para o capitalismo parecia possível para muitos. Rong Jian, por sua vez, propôs um neoautoritarismo que exigia um Estado forte e uma elite reformista, ou uma "ditadura benevolente", para facilitar a reforma de mercado e, com ela, a democracia.
A teoria chinesa geralmente não defende a repressão. Apesar de seu programa ditatorial, o neoautoritarismo parece ser visto até mesmo por seus oponentes mais progressistas como tendo a democracia como um objetivo de longo prazo por meio da construção do mercado, com o qual a democracia é, a princípio, codependente e, por isso, sofre rejeição.
Com uma base mais marxista, o neoautoritarismo é diferente tanto do maoísmo quanto dos ideais de Huntington por considerar a mudança econômica uma condição para a mudança política. Além disso, a ideia de que o desenvolvimento superestrutural era necessário para facilitar o crescimento econômico parecia duvidosa para a liderança chinesa dada a explosão do mercado, dando credibilidade à ideia.
De sua parte, Wu considerava a existência mercado uma condição indissociável da democracia. Segundo ele, o mercado reduz o número de decisões públicas e, portanto, o número de pessoas que buscam direitos políticos e, consequentemente, o "custo" da ação política. Ainda segundo ele, a separação das esferas política e econômica lança as bases para uma maior separação de poderes, negando assim a autocracia, apesar da tendência centralizadora do Estado. O mercado também define os interesses, aumentando a "responsabilidade" e diminuindo assim a possibilidade de suborno na preparação para a política democrática. Por outro lado, a ação política torna-se excessiva sem mercado, ou com mercado misto, porque um grande número de pessoas buscará cargos políticos, elevando o "custo" da ação política e dificultando uma consulta efetiva. Para evitar esse problema, um país sem mercado desenvolvido tem que manter uma política forte e um alto grau de centralismo.

### Ressurgimento socialista
Apesar da comparação com seus próprios pontos de vista, a abordagem de Deng Xiaoping parece ter sido mais moderada do que a que o neoautoritarismo sugeria, favorecendo o controle estatal contínuo sobre a economia.
Embora na República Popular da China o modelo leninista, ou Nova Política Econômica, tenha sido abandonado em 1982, inicialmente não houve nenhuma tentativa de privatização. Apesar dos ditames da corrente neoautoritária de que a rápida industrialização levaria à privatização do campo e ao fomento do comércio, a "descoletivização" foi muito lenta. O sistema agrícola permaneceu praticamente inalterado após o programa de agricultura familiar iniciado na década de 1970 e concluído no final de 1983.
A morte de Deng Xiaoping parece ter removido a última barreira ao programa neoautoritário de Jiang Zemin. No entanto, embora o mercado tivesse um desempenho muito bom e o Estado chinês pudesse ser considerado forte o suficiente para o neoautoritarismo, a privatização, mesmo mantendo uma economia mista, exigiria um programa maciço que poderia ameaçar o regime com desemprego. Levando em consideração o desemprego e dados os problemas no leste europeu, o Partido Comunista Chinês parece ter tomado uma rota mais realista do que a indicada pelo neoautoritarismo. Apesar da reaproximação de Jiang Zemin com o reformismo dengista, a recepção do mercado livre permaneceu superficial, com um nível mais alto de propriedade estatal do que qualquer outra economia do leste asiático.
Com a liberalização de preços parecendo muito mais viável, o Partido Comunista Chinês assumiu um programa massivo em 1996. No entanto, a visão ideológica seguida nos anos 1990 continuou a ser o socialismo de mercado, do tipo defendido pelo conservador Chen Yun e que pode ser comparado a John Roemer, com a liberalização de preços sendo concluída em 2003. Além disso, a liberalização de preços pode ser considerada como "meramente a continuação de uma política iniciada na década de 1980". O socialismo de mercado era visto como algo que eliminava os problemas de informação da economia planificada, ao mesmo tempo em que possivelmente evitava as desigualdades.
Além do crescimento, a expansão econômica e a liberalização dos preços da década de 1980 levaram à inflação, contribuindo para o crescimento do movimento democrático que antecedeu os protestos da Praça da Paz Celestial em 1989, enquanto o antigo modelo leninista, ou Nova Política Econômica, continuou a atrair intelectuais da Velha Esquerda. A década de 1990 também viu o surgimento da Nova Esquerda de Wang Shaoguang e Cui Zhiyuan contra a economia de mercado, com Wang fornecendo argumentos contra a descentralização e a desigualdade e Cui pela democracia no local de trabalho com base na Constituição Ansteel de Mao Zedong. Por outro lado, o nacionalista He Xin retratou as tentativas do Banco Mundial de impor o neoliberalismo como imperialismo cultural, conquistando para ele muitos aliados. De maneira mais geral, a liderança chinesa via o parlamentarismo, o judiciário independente e a mídia livre como componentes-chave para a propriedade privada (mais real) se a República Popular da China quisesse desenvolver um mercado, diminuindo seu apelo.